# Lista de alcaides de Campo Maior
Este anexo é composto pela lista de Alcaides-mores de Campo Maior.
- Rui Gonçalves, alcaide-mor de Campo Maior em 1337
- João Vicente do Campo, bisneto paterno de Egas Coelho, senhor de Montalvo
- Martim Afonso de Melo (n. ? - f. antes de fevereiro de 1432), guarda mor de D. João I[2]
- D. Rui Gomes da Silva (c. 1391 - c. 1449[3]), 1.º alcaide-mór de Campo Maior (na família Silva)[4]
- D. Pedro Gomes da Silva (c. 1425 -1463[5]), 2.º alcaide-mór de Campo Maior e Ouguela (filho do anterior e irmão do 1.º conde de Portalegre e de Santa Beatriz da Silva)
- D. Afonso Teles da Silva, ou Afonso Teles de Meneses (c. 1440 - 1503[6]), 3.º alcaide-mor de Campo Maior e Ouguela[7] (irmão do anterior).
- D. Rui Gomes da Silva (c. 1450 - 1506[8]), 4.º alcaide-mór de Campo Maior, por mercê de D. Manuel de 24.03.1503[6] (filho do anterior)
- D. Afonso Teles de Meneses (c. 1490 - ?), 5.º alcaide-mór de Campo Maior depois de janeiro de 1506[8] (filho do anterior)
- D. Branca da Silva de Meneses, 6.ª Alcaidessa de Campo Maior, filha do anterior[9]
- D. Manuel Lobo (c. 1530 -?), 7.º alcaide-mór de Campo Maior (sucedendo a sua mãe, D. Branca da Silva de Meneses,[10] casada com D. Francisco Lobo, filho do 2.º Barão do Alvito)
- D. António de Alcáçova Carneiro (c. 1540 - ?), 8.º alcaide-mór de Campo Maior (por sua mulher D. Maria de Noronha e Silva,[11] filha do anterior alcaide)
- D. Pedro de Alcáçova Carneiro (c. 1580 - ?), 9.º alcaide-mór de Campo Maior[12] (filho do anterior)
- D. António de Alcáçova Carneiro (Lisboa, 1608 - ?), 10.º alcaide-mór de Campo Maior, um dos conjurados de 1640 (filho do anterior)
- D. Manuel de Melo (c. 1625 -?)
- Gonçalo da Costa de Menezes (c. 1650 -?), capitão-general de Angola,[13] 11.º alcaide de Campo Maior[14] na descendência dos Silvas (por sua mãe D. Mariana de Meneses, que era neta do primeiro António de Alcáçova, sendo assim sobrinha do 9.º Alcaide, e prima co-irmã do 10.º Alcaide)
- João António de Alcáçova, 12.º alcaide de Campo Maior (filho do anterior)[15]
- Gonçalo Xavier de Alcáçova, 13.º alcaide de Campo Maior, por mercê de D. Maria I (filho do anterior).[16]

O último alcaide-mor com descendência que subsistiu até o presente - através de sua filha, D. Maria de Alcáçova Carneiro - foi o 8.º Alcaide, D. António de Alcáçova Carneiro.
A representação deste ramo da família Silva, alcaides de Campo Maior e Ouguela,  passou assim para a descendência da referida D. Maria de Alcáçova Carneiro, que casou 3 vezes, duas das quais com geração.
Do seu primeiro casamento, com Lopo de Brito (neto paterno de outro Lopo de Brito, capitão de Ceilão, da família e varonia dos Brito e Nogueira, senhores do morgado de Santo Estevão, em Beja e do morgado de São Lourenço ou Santa Ana, em Lisboa) teve como filha herdeira e sucessora D. Maria de Brito e Alcáçova, que veio a casar com D. Francisco de Azevedo e Ataíde, senhor das honras de Barbosa e Ataíde, e mestre de campo general do exército de Entre Douro e Minho, com geração que continuou nos senhores desta casa. (D. Maria de Alcáçova Carneiro e Lopo de Brito foram herdeiros e senhores de vínculos, cuja administração continuou a cargo dos seus descendentes, até o último senhor da honra de Barbosa, D. Miguel Guedes de Ataíde, falecido em 1864).
Do terceiro casamento, com Jerónimo Correia Baharém, teve D. Maria de Alcáçova um filho, António Correia Baharém (que não casou, mas teve descendência, depois nos condes da Lousã) e uma filha, D.Joana, casada com António Lobo de Saldanha, com descendência nos condes das Galveias.